# Dwór w Oborach
Dwór w Oborach – zabytkowy dwór  we wsi Obory, w województwie mazowieckim, w powiecie piaseczyńskim, w gminie Konstancin-Jeziorna.
Świecka rezydencja wiejska z XVII w. w powstała w latach 1681–1688 w stylu barokowym.

## Historia
Pierwszym właścicielem terenów wzmiankowanym w pismach był Stanisław Pirzchała z Obór. W XV i XVII wieku dobra oborskie pozostawały w rękach rodziny Oborskich, którzy wzięli od nich miano. W 1643 przeszły na własność Koniecpolskich, zaś dziesięć lat później odkupił je Jan z Wielopola, wojewoda krakowski. W 1668 r. dziedzicem dóbr stał się jego syn Jan. Wybudował on w miejscu starszego drewnianego dworu nowy w stylu barokowym (1681–1688). Budynek powstał najprawdopodobniej według projektu Tylmana z Gameren lub jego ucznia. Charakteryzował się on łamanym dachem polskim, odmiany krakowskiej. Nad drzwiami umieszczono herb Wielopolskich – Starykoń.
Lokalizacja dworu sprzyjała kontaktom Jana Wielopolskiego z Janem III Sobieskim, mieszkającym w Wilanowie. Wielopolski poślubił Marię Annę D’Arquien, która była siostrą królowej Marysieńki. W krótkim czasie otrzymał nominację na Kanclerza Wielkiego Koronnego. W 1688 r. w niewyjaśnionych do końca okolicznościach zmarł, najprawdopodobniej w Oborach. 
W latach 1785–1791 na zlecenie Urszuli Wielopolskiej de domo Potockiej miał miejsce remont dworu. Zmieniono dach na mansardowy. Umieszczono w nim okna w rokokowych blaszanych obramieniach. Sufity opatrzono w profilowane gzymsy. Przeprowadzono remont kominków i obramień drzwiowych. Malarz Szmuglewicz był autorem plafonu zlokalizowanego w jednym z narożnych pokojów. Po śmierci Urszuli Wielopolskiej właścicielem dóbr stał się hrabia Kasper Potulicki herbu Grzymała.
W 1893 r. została dobudowana do dworu kaplica, unowocześniono wnętrza i przeniesiono schody prowadzące na piętro na tył budynku (prace pod kierunkiem Władysława Marconiego). Potuliccy byli właścicielami dóbr do 1944 r. Wówczas usunęły ich z majątku niemieckie władze za udział Jana, Teresy i Anny w powstaniu warszawskim. Na cmentarzu parafialnym w Słomczynie zlokalizowana jest kaplica grobowa rodziny Potulickich.
Obecnie (druga dekada XXI w.) jest to budynek murowany, parterowy, z mieszkalnym poddaszem. Posiada układ wnętrz dwutraktowy, z holem, sienią, klatką schodową na osi. Wnętrze ze stylowymi meblami. Przez dziesięciolecia siedzibę swą miał w nim Dom Pracy Twórczej Związku Literatów Polskich Stowarzyszenia Pisarzy Polskich i Polskiego Pen Clubu. W 2015 roku dwór wrócił do rąk spadkobierców przedwojennych właścicieli.
W styczniu 2020 roku podano, że dwór przeszedł w ręce Fundacji Rodziny Staraków, która zamierza go wyremontować i przeznaczyć na cele publiczne.

## Obiekty znajdujące się na obszarze dóbr oborskich
- dawny dwór (1681–1688);
- oficyna podworska wzniesiona po połowie XVIII wieku staraniem Hieronima Wielkopolskiego, restaurowana przez Potulickich;
- dawna stajnia wzniesiona w drugiej połowie XVIII wieku, przebudowana na mieszkanie i pomieszczenia gospodarcze;
- park krajobrazowy z XVIII wieku, przekomponowany po 1945 r. z pomnikami przyrody;
- budynki gospodarcze z XIX wieku (czworaki, gorzelnia, browar, magazyn zbożowy).

## Galeria

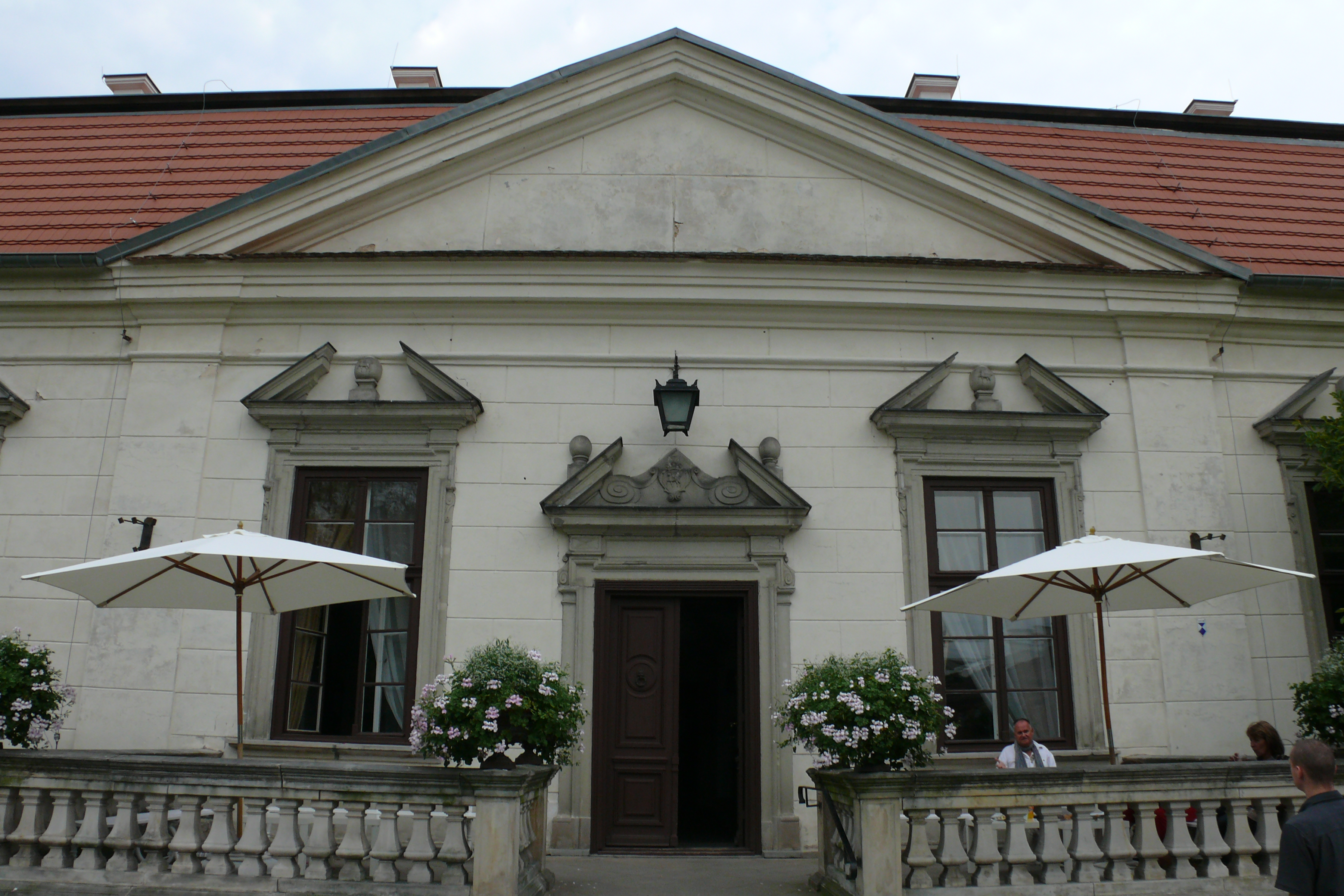
Fronton z herbem Starykoń
Herb Starykoń Wielopolskiego
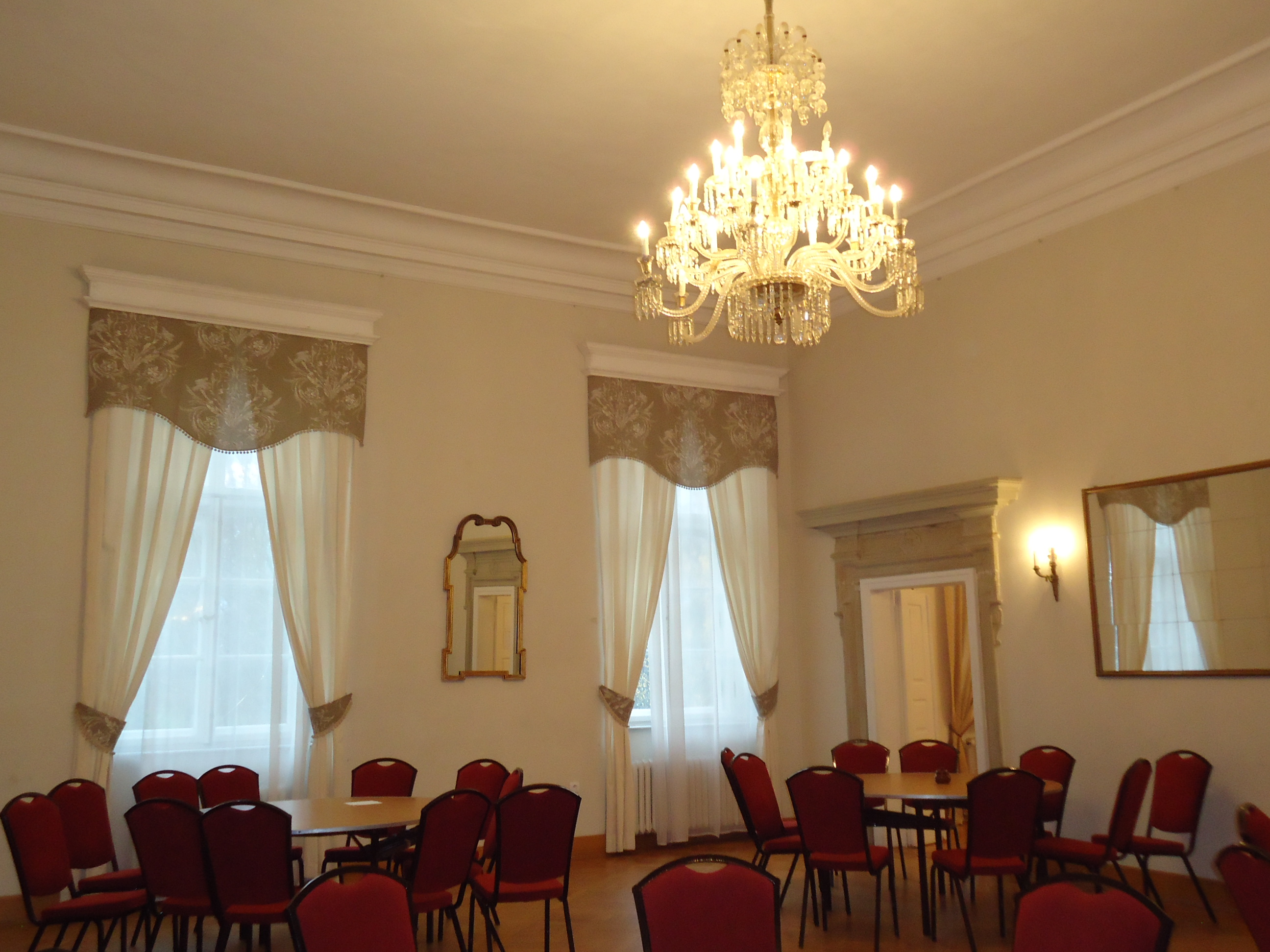
Wnętrza dworu (jesień 2015)
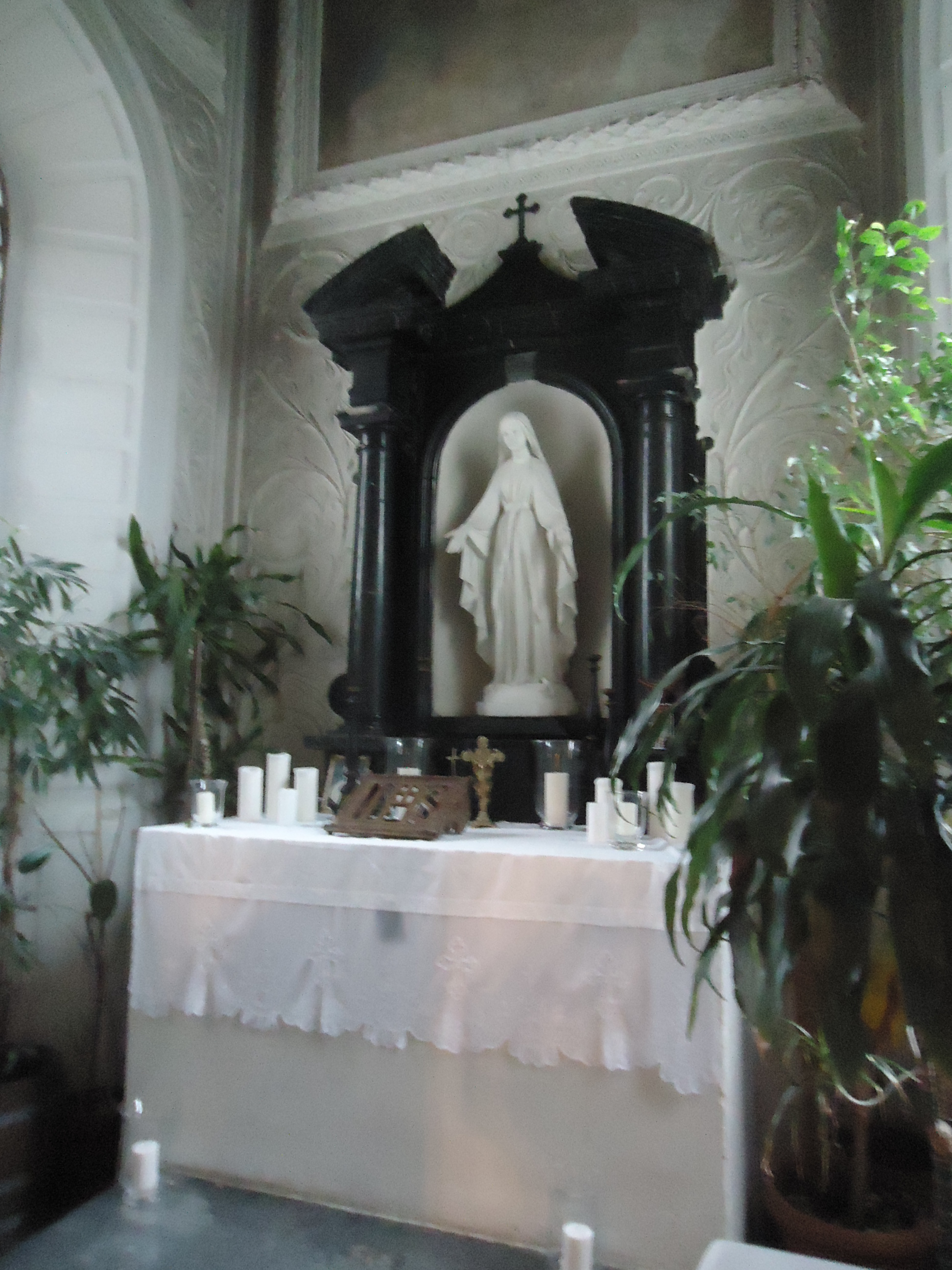
Kaplica wewnątrz dworu
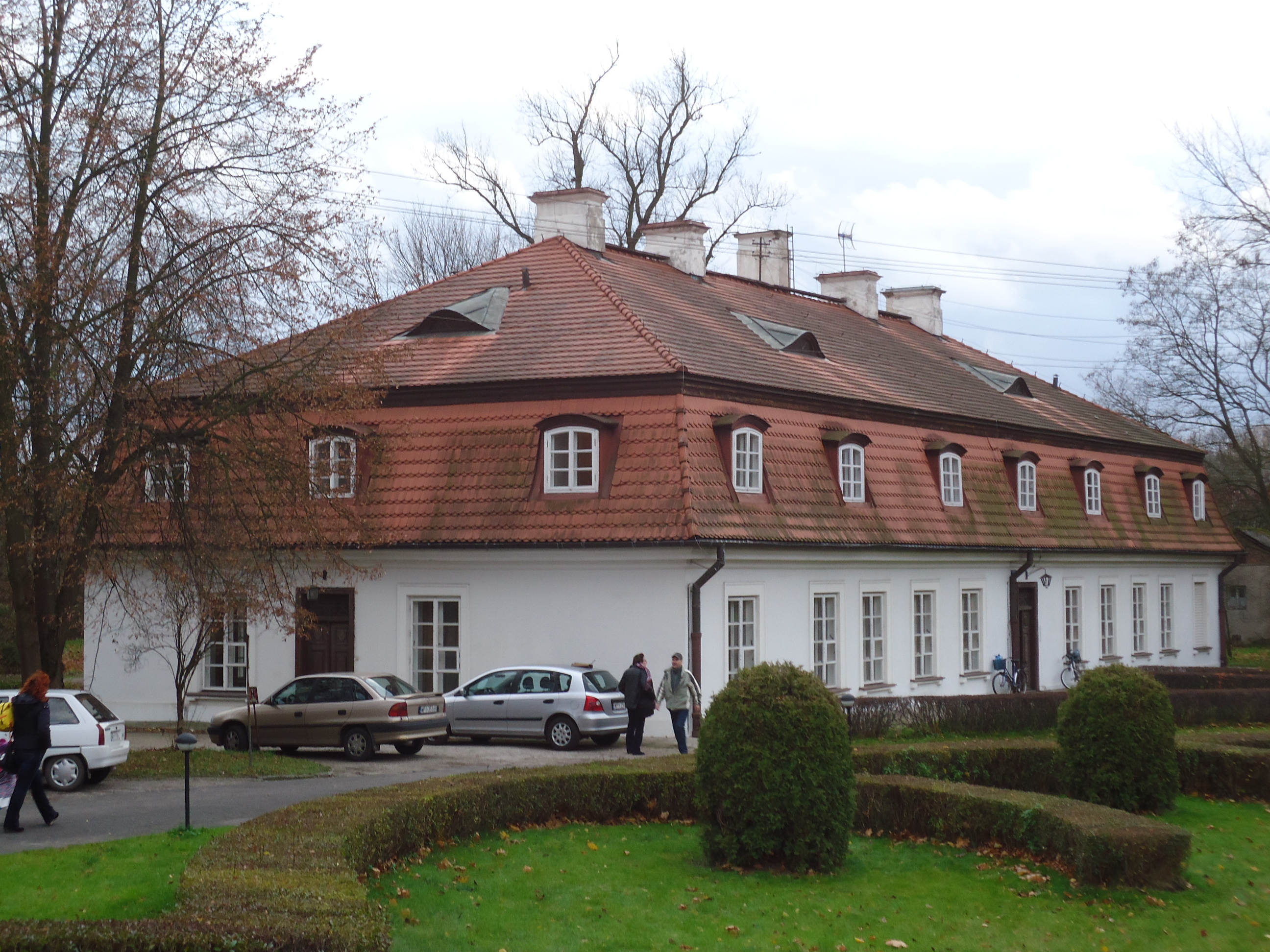
Oficyna podworska
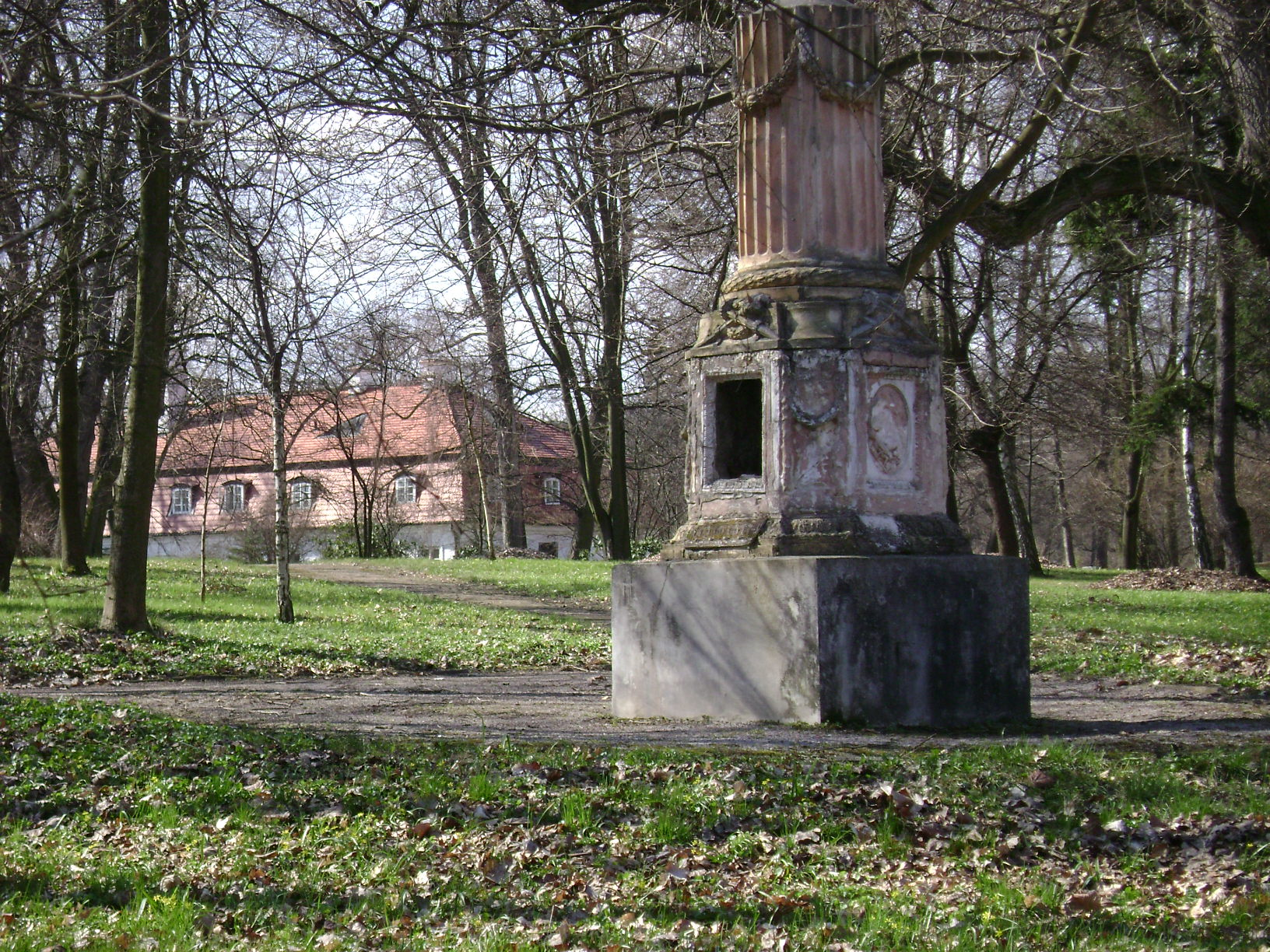
Park